# Сальери, Антонио
Анто́нио Салье́ри (итал. Antonio Salieri, нем. Anton Salieri; 18 августа 1750, Леньяго, Венецианская республика — 7 мая 1825, Вена) — итальянский и австрийский композитор, дирижёр и педагог.
Ученик и последователь К. В. Глюка, Сальери был одним из самых известных и признанных композиторов своего времени и не менее прославленным педагогом, оказавшим большое влияние на многих композиторов XIX века, а главным образом на самых известных своих учеников — Людвига вана Бетховена, Франца Шуберта и Ференца Листа.
Сальери — один из крупнейших композиторов последней трети XVIII века. Он автор 43 опер, 13 кантат, 5 ораторий, 6 месс, 5 инструментальных концертов, реквиема, симфонии, многочисленных произведений духовной (хоры, мотеты, псалмы, оффертории, гимны), симфонической (увертюры, вариации, марши), камерной (трио, квартеты, серенады и фуги для духовых и струнных) и вокальной музыки.
На протяжении 36 лет (1788—1824) Сальери занимал пост придворного капельмейстера в Вене — один из самых важных музыкальных постов в Европе.
Проклятием Антонио Сальери стал миф о его причастности к смерти В. А. Моцарта (несмотря на многочисленные опровержения историков), распространившийся в некоторых странах, главным образом благодаря «маленькой трагедии» А. С. Пушкина. Состоявшийся в 1997 году суд официально признал Сальери невиновным в смерти коллеги.

## Биография

### Детство в Италии

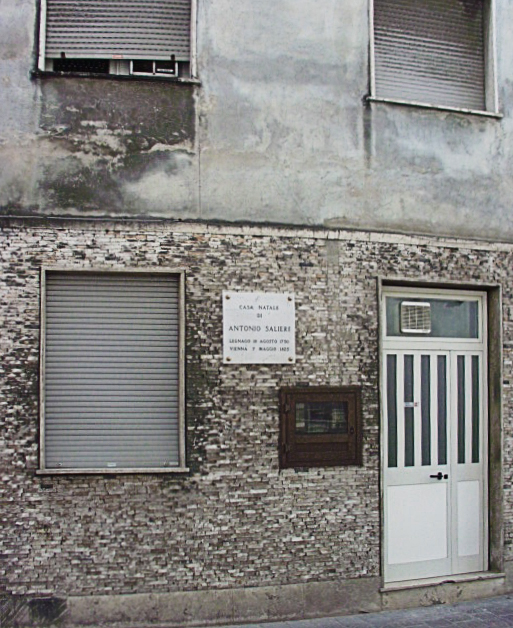
Дом, в котором родился Антонио Сальери, в Леньяго (Верона)

Сведений о детстве Антонио Сальери сохранилось немного; но достоверно известно, что он родился в небольшом городке Леньяго в многодетной семье состоятельного торговца. Отец его — тоже Антонио Сальери — торговал колбасами и ветчиной, никакой предрасположенности к музыке не имел, но отправил своего старшего сына Франческо обучаться игре на скрипке у знаменитого виртуоза Джузеппе Тартини; Франческо и стал первым наставником Антонио-младшего. Уроки игры на клавесине Сальери брал у органиста местного собора Джузеппе Симони — ученика не менее знаменитого падре Мартини. Вундеркиндом юный Сальери, судя по всему, не был — во всяком случае, не прославился в этом качестве, — но обладал, по свидетельствам очевидцев, помимо превосходного слуха, незаурядных способностей и редкого в его годы трудолюбия, красивым голосом.
В феврале 1763 года Сальери потерял мать; отец, совершенно разорившийся в результате неудачных торговых операций, умер в ноябре 1764-го; 14-летнего Сальери взяли на воспитание друзья отца — богатое и аристократическое семейство Мочениго из Венеции. Глава семьи (его родственник, Альвизе IV Мочениго, был в то время дожем Венецианской республики), любитель музыки и меценат, по-видимому, и занялся дальнейшим музыкальным образованием Сальери: с 1765 года он пел в хоре собора Св. Марка, изучал basso continuo у вице-капельмейстера собора, известного в то время оперного композитора Дж. Б. Пешетти, гармонии и основам пения обучался у тенора Ф. Пачини. Годы спустя воспоминания о «городе тысячи каналов» отозвались в некоторых комических операх Сальери; но венецианский период оказался недолгим: на юного музыканта, по рекомендации Пачини, обратил внимание Флориан Леопольд Гассман, придворный композитор Иосифа II, находившийся по своим делам в Венеции. В июне 1766 года Гассман, возвращаясь в Вену, взял с собой Сальери.

### Юность в Вене
Новый покровитель стал для Сальери вторым отцом. Гассман (в то время один из немногих композиторов-иностранцев, получивших признание в Италии) занялся не только его музыкальным образованием — игрой на скрипке, генерал-басом, контрапунктом, чтением партитур, — он нанял для своего воспитанника учителей немецкого, французского, латыни и литературного итальянского языка; обучал всему, что могло иметь хоть какое-нибудь отношение к его будущей профессии, включая светские манеры. Гассман познакомил Сальери с признанным мастером оперного либретто, придворным поэтом Пьетро Метастазио, в доме которого собирались венские интеллектуалы и артисты, — много лет спустя, в некрологе, известный музыкальный критик Фридрих Рохлиц назвал Сальери одним из самых образованных австрийских музыкантов.
В столице Австрии Сальери начинал свою службу в 1767 году в качестве ассистента Гассмана, в 1769-м получил должность клавесиниста-концертмейстера придворного оперного театра. Но Гассман входил в узкий круг приближённых, с которыми почти ежедневно музицировал император, и ввёл в этот круг Антонио, тем самым положив начало его блестящей придворной карьере. Молодой человек небольшого роста, смуглый, с чёрными волосами и чёрными живыми глазами, как описывали его современники, скромный, но в то же время весёлый и общительный, к тому же рекомендованный Гассманом как самый способный из его учеников, быстро завоевал расположение императора.
Наконец, Гассман познакомил его с Кристофом Виллибальдом Глюком, чьим приверженцем и последователем Сальери оставался до конца своей жизни, хотя настоящее сближение композиторов состоялось позже. Это было время, когда реформы Глюка в отношении «серьёзной оперы» (оперы-сериа) — его стремление превратить «оперу-арию» в музыкальную драму, где музыка подчинена поэтическому тексту, усиливает и оттеняет слово и в то же время обеспечивает драматургическое единство оперы, не позволяя ей распасться на отдельные номера (чем грешила традиционная опера-сериа), наконец, его стремление к ясности и простоте — не находили понимания у венской публики. Ни «Орфей и Эвридика» (1762), ни «Альцеста» (1767) не имели успеха ни в Вене, ни в других городах, и сам реформатор оказался вынужден писать оперы в более или менее традиционном стиле, пока, в середине 70-х, не нашёл благодарную аудиторию в Париже.
О раннем творчестве Сальери известно не многое; биографы установили, что к 20-ти годам он имел в своём активе концерт для гобоя, скрипки и виолончели с оркестром и мессу а капелла. Среди светских жанров в музыкальной культуре эпохи Просвещения господствующее положение занимала опера; хотя для одних (прежде всего в Париже) она была больше, чем просто оперой, для других — всего лишь модным развлечением. Этот жанр, по-видимому, с самого начала был главным и для Сальери: свою первую оперу, «Весталка» (итал. La Vestale), он написал ещё в 1768 или в 1769 году. Но сочинение не сохранилось, и известно о нём лишь то, что это была небольшая итальянская опера для четырёх голосов и хора.
Первый успех пришёл к Сальери уже в 1770 году, когда вместо Гассмана, занятого другим заказом, ему пришлось сочинить для рождественского карнавала оперу-буффа «Образованные женщины» (итал. Le donne letterate). Написанные в течение следующих трёх лет оперы-буффа «Венецианская ярмарка» и «Трактирщица» (по пьесе К. Гольдони «Хозяйка гостиницы») и «героико-комическая» «Похищенная бадья» закрепили его успех в Вене и в считанные годы завоевали европейскую популярность. Среди ранних опер Сальери особняком стоит барочная «Армида» (1771), по поэме Т. Тассо «Освобождённый Иерусалим», — уже не комическая опера, а настоящая музыкальная драма, «касающаяся также трагического», по определению самого Сальери. В 1774 году она была поставлена в далёком Петербурге тогдашним придворным капельмейстером Томмазо Траэттой, — при том, что придворные капельмейстеры обычно исполняли только собственные сочинения; для Сальери такие исключения, кроме Траэтты, делали Джованни Паизиелло и Джузеппе Сарти.

### Покорение Европы

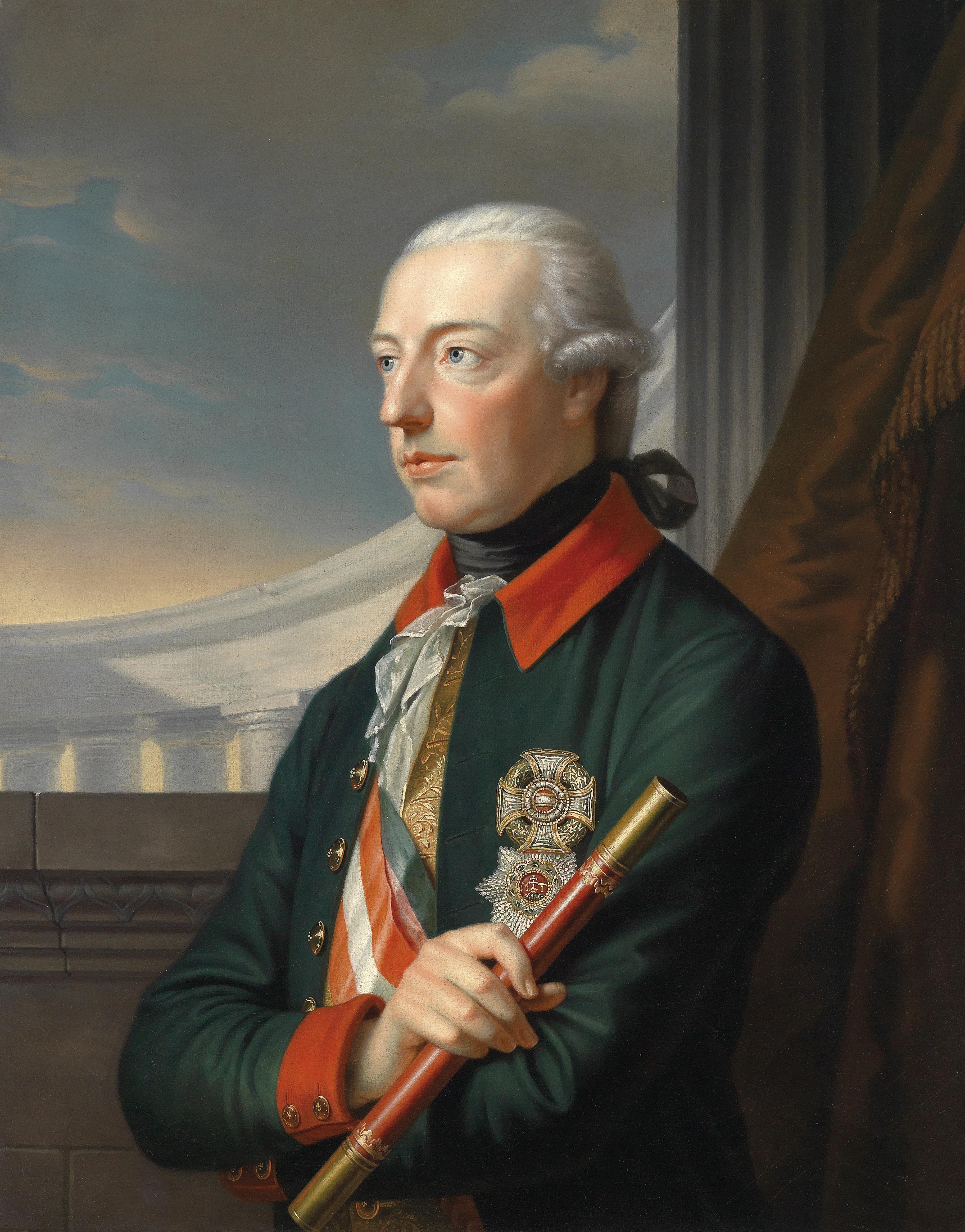
Иосиф II, портрет работы К. фон Залеса

В январе 1774 года умер Гассман; на высшем в Вене музыкальном посту — придворного капельмейстера, — который он занимал с марта 1772 года, Гассмана сменил Джузеппе Бонно, а Сальери, к тому времени уже автор 10 опер, унаследовал от учителя должности придворного композитора камерной музыки и капельмейстера итальянской оперной труппы. «В 24 года, — пишет Рудольф Ангермюллер, — он занял один из самых важных музыкальных постов в Европе». Вена уже была в те годы одной из ведущих оперных столиц, при этом почиталась при дворе Габсбургов именно Итальянская опера. Взлёт молодого композитора, оправданный его успехом у публики, был, не в последнюю очередь, обусловлен близостью к императору — участием в его камерных музицированиях. Вместе с тем, пишет Д. Райс, импульсивность и непредсказуемость Иосифа II никогда не позволяли Сальери считать своё положение достаточно прочным. Тем более не мог чувствовать себя вне конкуренции Сальери-композитор: поскольку император считал всякое соперничество плодотворным для искусства, он намеренно устраивал состязания между композиторами (и между либреттистами), заказывая им оперы на один и тот же сюжет. Сочинение опер входило в обязанности капельмейстера, и оскудевшая в результате военных действий казна определила направление творчества Сальери: постановки комических опер по сравнению с оперой-сериа требовали меньших затрат и пользовались бо́льшим успехом у венской публики.
В 1778 году Иосиф, разрываясь между чувством — любовью к итальянской музыке и своим императорским долгом, закрыл Итальянскую оперу в порядке протежирования опере немецкой — зингшпилю. Как писал А. И. Кронеберг, «он считал необходимым покровительствовать всему народному, немецкому и потому старался подавить в себе или, по крайней мере, не обнаруживать пристрастие к чужеземному». Эксперимент не удался: зингшпиль пользовался в Вене ограниченным успехом, — и шесть лет спустя Итальянская опера возродилась, а Сальери вновь стал её капельмейстером. Но на шесть лет именно оперную свою деятельность ему пришлось перенести за пределы Вены.
В то время как венская публика предпочитала комическую оперу, самого композитора, поклонника Глюка, влекла к себе музыкальная драма. Порывающая с устоявшимися схемами оперы-сериа, наполненная драматическим содержанием «Армида» оказалась первой не глюковской оперой, в которой были реализованы основные идеи оперной реформы Глюка. В 1778 году по рекомендации самого реформатора, видевшего в молодом композиторе своего последователя, Сальери получил заказ на оперу-сериа для открытия нового театра «Ла Скала». Этой оперой стала «Признанная Европа», представленная публике 3 августа 1778 года. Годом позже оперой Сальери «Венецианская ярмарка» открылся в Милане и другой театр — «Каноббиана». Написанная им в 1779 году по заказу венецианского театра опера-буффа «Школа ревнивых» (итал. La scuola de' gelosi), вновь на сюжет К. Гольдони, оказалась одной из самых успешных опер Сальери: за венецианской премьерой последовало более 40 постановок по всей Европе, включая Лондон и Париж. О новой редакции этой оперы, сделанной для Вены в 1783 году, сохранился отзыв И. В. Гёте — в письме к Шарлотте фон Штайн: «Вчерашняя опера была великолепна и очень хорошо исполнена. Это была „Школа ревнивых“ на музыку Сальери, опера-фаворит у публики, и публика права. В ней есть богатство, удивительное разнообразие, и всё выполнено с очень деликатным вкусом».
В Италии оперы Сальери, помимо Милана и Венеции, заказывали в Риме и Неаполе; ему довелось в эти годы работать и в Мюнхене, где в начале 1782 года с большим успехом была поставлена другая его опера-сериа — «Семирамида», написанная по заказу курфюрста Карла Теодора. Иосиф II между тем пытался привлечь Сальери к работе над немецкой комической оперой, но это была не его стезя: мелодист Сальери до конца своих дней считал немецкий язык не самым пригодным для пения. Хотя один зингшпиль для императора он всё-таки сочинил — «Трубочист» (нем. Der Rauchfangkehrer), на либретто придворного врача Марии Терезии Леопольда фон Ауэнбруггера. Написанный в 1781 году, «Трубочист» с успехом шёл в Вене, пока его не затмил зингшпиль В. А. Моцарта «Похищение из сераля» (1782).

### По стопам Глюка

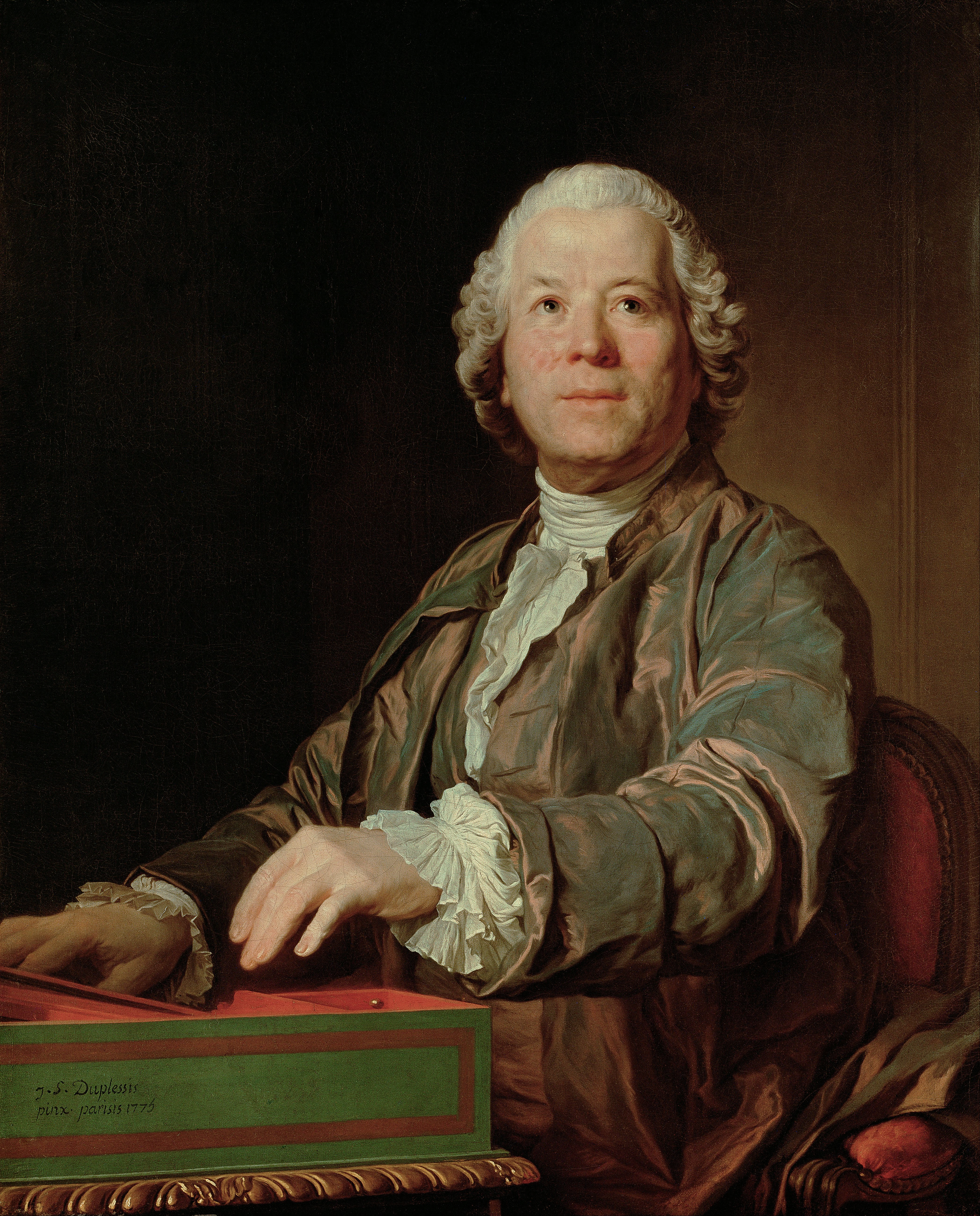
Кристоф Виллибальд Глюк, портрет работы Ж. Дюплесси

#### «Данаиды»
Оперы Глюка будоражили предреволюционную Францию не только и порою не столько новизной формы, сколько содержанием: эзоповым языком античной трагедии или средневекового предания оперы австрийского композитора проповедовали ценности «третьего сословия». В развернувшейся в 70-х годах борьбе между сторонниками Глюка и сторонниками Никколо Пиччинни в открытую полемику вступили, по словам С. Рыцарева, «мощные культурные слои аристократического и демократического искусства». Стареющий реформатор не только увлёк Сальери своими идеями, но и немало способствовал его карьере: в 1778 году рекомендовал его дирекции «Ла Скала», несколько лет спустя — передал ему заказ Королевской академии музыки на оперу «Данаиды», который сам Глюк, перенёсший два инсульта, уже выполнить не мог. Сальери в Париже хорошо знали, но — как автора ярких комических опер; когда Глюк официально предложил вместо себя Сальери, дирекция Оперы сочла замену неравноценной.
Премьера первой французской оперы Сальери — с именем Глюка на афише, лишь позже, когда обозначился несомненный успех, Глюк назвал имя истинного автора — состоялась в апреле 1784 года и принесла ему, помимо признания парижской театральной публики, покровительство сестры Иосифа II, Марии-Антуанетты, которой Сальери посвятил своё сочинение. Сам же Иосиф после успеха «Данаид» писал австрийскому посланнику в Париже графу Ф. Мерси д’Аржанто: «Я полагаю, что, если ему не помешают интриги, этот молодой человек — ученик Глюка, написавший несколько превосходных партитур, — будет единственным, кто сможет заменить его, когда придёт срок».
«Данаиды» продержались в репертуаре Парижской оперы до 1828 года и успели произвести, как писал И. Соллертинский, «ошеломляющее впечатление» на юного Г. Берлиоза. Эта опера не была простым подражанием Глюку: создатель классических трагедий писал в своё время и комические оперы, но не имел обыкновения соединять трагическое и комическое в одном сочинении, как это делает Сальери начиная уже с увертюры, где с мрачным вступлением, заставляющим вспомнить увертюру к «Альцесте» Глюка, резко контрастирует почти буффонное сонатное аллегро. Такое смешение «высокого» и «низкого» жанров уже выводило оперу Сальери за рамки классицизма, которому был привержен Глюк. У ученика вырабатывался собственный музыкальный стиль, построенный на контрастах, каких в то время не знала и классическая симфония, особым образом сочетавший арии, хоры и речитативы.
По возвращении в Вену Сальери вновь обратился к жанру оперы-буффа, которая импонировала ему, как и Глюку, тем, что давно уже развивалась в направлении «музыкальной драмы»: в сущности, Глюк своими реформами переносил в «серьёзную оперу» — со всеми необходимыми поправками на серьёзность — те принципы, которые во второй половине XVIII века в Италии и во Франции так или иначе утверждались в молодом жанре комической оперы. В 1785 году Сальери написал, на либретто Дж. Касти, свою лучшую, по общему признанию, оперу-буффа — «Пещера Трофония» (итал. La grotta di Trofonio), музыкальный стиль которой, по словам критика, сочетал в себе «непринуждённый мелодизм итальянской оперы-буффа и язык австрийского волшебного зингшпиля».
Исследователи находят немало параллелей между «Данаидами» и «Пещерой Трофония», с одной стороны, и моцартовским «Дон Жуаном», написанным в 1787 году, — с другой, при том, что обе оперы Сальери были во второй половине 80-х широко известны. Дж. Райс высказывает предположение, что Моцарт осознанно «черпал вдохновение» в музыке Сальери.

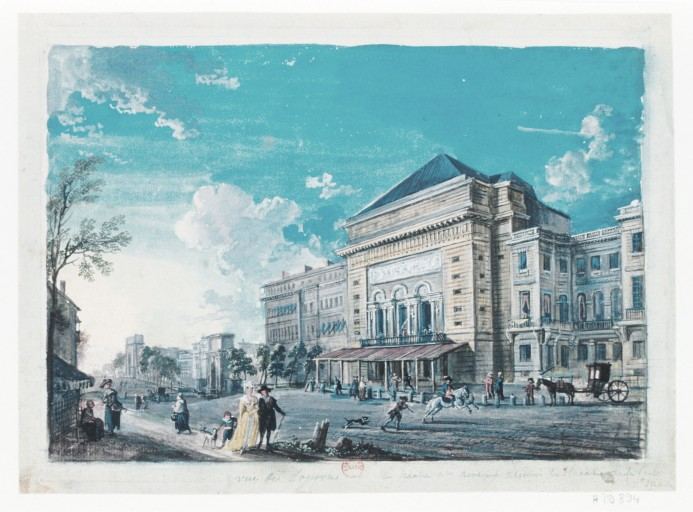
Королевская академия музыки в 1790 году

В «Данаидах», как и в следующих операх Сальери, исследователи отмечают то качество, которого недоставало не только итальянской опере-сериа, но и Глюку: симфоническое мышление, создающее целое не из фрагментов, пусть даже объединённых по-глюковски в крупные сцены, а из естественного развития материала. И в этом отношении «Данаиды» и «Пещера Трофония» также предвосхищают творчество позднего Моцарта.
«Величайший музыкальный дипломат» Сальери предпочитал не высказываться о сочинениях своих современников — за исключением Глюка, чьё творчество было для него, по свидетельствам учеников, путеводной звездой, — и никто в действительности не знает, какие чувства вызывали у него оперы Моцарта. Г. Аберт считал, что Сальери, «вовлечённый в фарватер высокой музыкальной драмы», не мог не отмежеваться от Моцарта и его искусства, их различное отношение к Глюку препятствовало какому бы то ни было духовному сближению. Но если он и испытывал ревность — по поводу успеха «Похищения из сераля» (другими успехами Моцарт в то время похвастаться не мог, и настоящими соперниками Сальери были Дж. Сарти и Дж. Паизиелло), — то в феврале 1786 года получил удовлетворение, когда его одноактная опера «Сначала музыка, а потом слова» победила в прямом состязании с «Директором театра» Моцарта.
Большое разочарование ожидало Сальери во Франции: первая из двух заказанных ему опер, лирическая трагедия «Горации» (по П. Корнелю), впервые поставленная в декабре 1786 года, успеха не имела. В этой новаторской опере на древнеримский сюжет акты были связаны интермедиями, похожими на хоры в греческой трагедии. Но это было не то, чего ждали в Версале и Фонтенбло, где шли спектакли: «Французская галантность, — писала в те дни одна из газет, — желает любви, спектакля, танцев, а это всё редко сочетается с историческими произведениями, где основу составляет суровый героизм». К счастью для композитора, этой неудачи оказалось недостаточно, чтобы подорвать его репутацию.

#### «Тарар» и «Аксур»
Наши споры, как мне кажется, позволили создать очень хорошую поэтику, предназначенную для оперы, ибо Сальери родился поэтом, а я — немного музыкантом.
В том же 1786 году в Париже Сальери сблизился с П. О. Бомарше; плодом их дружбы стала самая успешная, в том числе и в финансовом отношении, опера Сальери — «Тарар». Премьера в Королевской академии музыки состоялась 8 июня 1787 года и вызвала ажиотаж, сравнимый только с постановками самых «скандальных» опер Глюка.
Посвящая либретто оперы композитору, Бомарше написал: «Если наш труд будет иметь успех, я буду обязан почти исключительно Вам. И хотя Ваша скромность заставляет Вас всюду говорить, что Вы только мой композитор, я горжусь тем, что я Ваш поэт, Ваш слуга и Ваш друг». В этой полной аллюзий опере, действие которой происходит в Ормузе, народ в конце концов свергает жестокого и неблагодарного монарха и избирает правителем своего героя — Тарара. Бомарше читал свою пьесу в салонах, где она пользовалась неизменным успехом, и всё же, считает музыковед Лариса Кириллина, впечатляющая музыка Сальери значительно усилила воздействие текста: «…Всё вместе — политическая злободневность в аллегорической оболочке, экзотическая зрелищность, отвечавшая моде на турецко-персидский Восток, красочность и выразительность оркестра, яркость мелодических характеристик, мощные контрасты сольных и массовых сцен, живописные звуковые картины и т. д. — создавало неотразимый эффект, способствовавший долгому и массовому успеху этого сочинения в любой аудитории». Однако и на современного слушателя, пишет Л. Кириллина, производит впечатление «сильный героический стиль, иногда прямо предвосхищающий Бетховена». Отголоски увертюры к I акту можно расслышать во Второй симфонии Бетховена, который не мог эту оперу не знать.

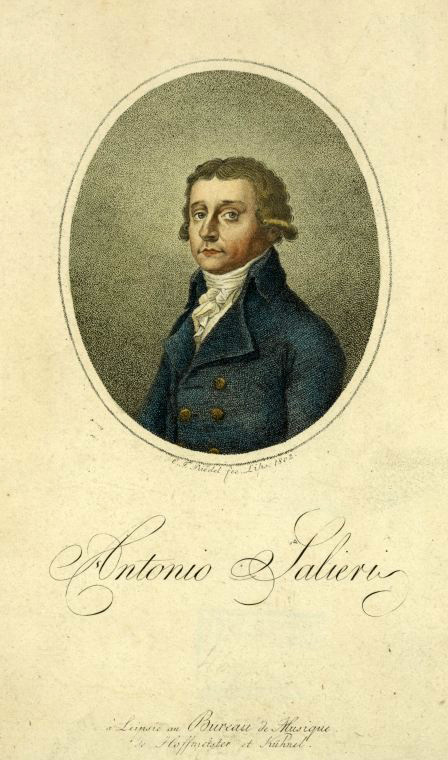
Антонио Сальери в 1785 году. Раскрашенная литография Карла Риделя. 1802 год

Революционный пафос оперы, которая к тому же и существовала в двух редакциях: одной для бурлящего Парижа, другой, под названием «Аксур, царь Ормуза», уже на итальянское либретто Л. да Понте, заказанное Иосифом II, для консервативной Вены, — был понятен не всем, и потому она на протяжении нескольких десятилетий с неизменным успехом (чаще как «Аксур») шла по всей Европе, от Лиссабона до Москвы, и даже в Рио-де-Жанейро.
Летом 1790 года Бомарше сообщал Сальери, что частью торжеств, посвящённых первой годовщине взятия Бастилии, стало представление «Тарара» со специально написанным по этому случаю эпилогом. Страстный поклонник Моцарта Э. Т. Гофман, услышав «Аксура» уже в 1795-м в Кёнигсберге, писал: «Музыка этой оперы, как всегда у Сальери, превосходна: богатство мыслей и совершенство декламации ставят её в один ряд с произведениями Моцарта. …Если бы я сочинил такую оперу, я считал бы свою жизнь успешной!». «Аксур» стал любимой оперой Иосифа II и превратился в почти официальный символ монархии. Таким образом, во время войн против революционной Франции опера под разными названиями исполнялась по обе стороны линии фронта. И когда генерал Бонапарт основал в Италии так называемую Цизальпинскую Республику, это историческое событие также было отмечено постановкой в «Ла Скала» — 10 июня 1797 года — оперы Сальери. Репертуар Парижской оперы «Тарар» украшал вплоть до 1826 года; «Аксур» на немецкой сцене шёл до середины XIX века.
«„Тарар“ Сальери, — пишет Л. Кириллина, — оказался в такой исторической точке, с которой открывались широкие виды как в прошлое, в барочный XVII и XVIII век, так и в будущее — в век XIX. Широкое международное признание обеих версий произведения, как „Тарара“, так и „Аксура“, свидетельствовало не только о достоинствах музыки, но и о том, что данное жанровое и стилистическое направление воспринималось как чрезвычайно актуальное и перспективное». Дж. Райс расслышал «эхо „Аксура“» в последних операх Моцарта — «Милосердии Тита» и «Волшебной флейте».

#### После «Тарара»
Сальери, в период работы над «Тараром» год проживший в доме Бомарше, в 1790 году, наверное, разделял революционный энтузиазм своего французского друга; более того, в мелодии одной из арий Тарара задним числом расслышали «Марсельезу», — хотя заимствовать мог только Руже де Лиль у Сальери. И всё же разразившаяся в 1789 году революция не позволила ему закрепить свой парижский успех. «Каждый хочет представить вам свою поэму», — писал ему Бомарше; но война между империей Габсбургов и революционной Францией заставила Сальери выбирать между Веной и Парижем. Он выбрал Вену, и следующую свою серьёзную оперу, «Пальмира, царица персидская», писал в 1795 году уже для австрийской столицы. Как и обе его французские оперы, «Пальмира» и в музыкальном отношении, и в сценическом своём решении, располагалась между барокко и ампирным стилем ещё не родившейся «большой оперы». О ней сохранился красноречивый отзыв И. В. Гёте — в письме Ф. Шиллеру от 6 марта 1799 года: «В эти зимние дни, вновь вернувшиеся к нам, „Пальмира“ оказалась весьма желанным подарком. Я едва могу дождаться нового представления оперы, и то же самое происходит со многими». Эта опера, по мнению Л. Кириллиной, «предвосхищает такие роскошные партитуры, как „Семирамида“ Россини или „Набукко“ Верди: та же почти избыточная щедрость, та же фресковая яркость контрастов, то же стремление если и не взволновать, то властно захватить массового слушателя и кое-чем порадовать знатоков».
Из написанных после «Пальмиры» наибольшая популярность выпала на долю «очаровательной», по мнению И. Соллертинского, оперы-буффа «Фальстаф, или Три шутки» — первого музыкального воплощения комедии У. Шекспира «Виндзорские насмешницы», ставшего и одним из первых, наряду с моцартовской «Свадьбой Фигаро», образцов «высокой» комедии в опере. Музыка «Фальстафа», лёгкая, но не легковесная, непринуждённо сочетающая юмор и лиризм, отмечена, по мнению Ф. Браунберенса, «просветлённой мудростью». Премьера оперы в Вене состоялась 3 января 1799 года; Л. ван Бетховен уже в марте опубликовал 10 фортепианных вариаций на тему дуэта из этой оперы.

### Три императора
Когда в феврале 1788 года император Иосиф II отправил в отставку престарелого придворного капельмейстера (руководителя Придворной капеллы) Джузеппе Бонно, назначение на этот пост 37-летнего Сальери было ожидаемо: особое расположение императора к нему в Вене было хорошо известно. Со стороны же Иосифа это назначение было не только знаком признания европейской славы композитора: придворной карьере Сальери равным образом способствовали и его дирижёрский дар — в Европе он считался одним из лучших дирижёров своего времени, — и его организаторские способности, его активная общественная деятельность и, вероятно не в последнюю очередь, искушённость в придворной дипломатии. Этот высший в столице Габсбургов музыкальный пост сделал Сальери фактическим распорядителем всей музыкальной жизни Вены.
Но в феврале 1790 года просвещённый монарх умер, на престол взошёл его младший брат Леопольд, не одобрявший деятельность предшественника и с подозрением относившийся к его окружению; музыканты к новому императору доступа не имели. Когда в январе 1791 года Леопольд II отправил в отставку директора Придворного театра графа Розенберга-Орсини, Сальери, вероятно ожидая той же участи, подал прошение об отставке. Однако император отставку не принял, хотя от многих других фаворитов Иосифа избавился, — освободил Сальери лишь от обязанностей капельмейстера Придворной оперы (этот пост занял его ученик Йозеф Вайгль). Среди нескольких опер, представленных во Франкфурте по случаю коронации Леопольда императором Священной Римской империи, оказался и любимый его предшественником «Аксур».
1 марта 1792 года неожиданно умер Леопольд; его сын, император Франц II, из 43 лет своего правления первые 23 провёл в борьбе с Францией и музыкой интересовался ещё меньше, чем отец; однако и ему Сальери оказался необходим — как организатор празднеств и торжеств, в том числе во время Венского конгресса, сочинитель кантат и гимнов, прославляющих империю Габсбургов и её победы. Придворным капельмейстером Сальери оставался до 1824 года, когда вынужден был уйти в отставку по состоянию здоровья.

### Поздние годы
Как и многих его современников, слишком интенсивно работавших в молодости, Сальери-композитора ожидал ранний закат. Последнюю свою оперу, не выдержавшую в глазах публики и критиков сравнения с более ранними, зингшпиль «Негры», он написал в 1804 году. Хотя по должности ему нередко приходилось писать музыку для официальных празднеств и торжеств, самого Сальери, глубоко религиозного с детства, всё больше привлекала духовная музыка, да и ту он часто писал «для себя и для Бога».

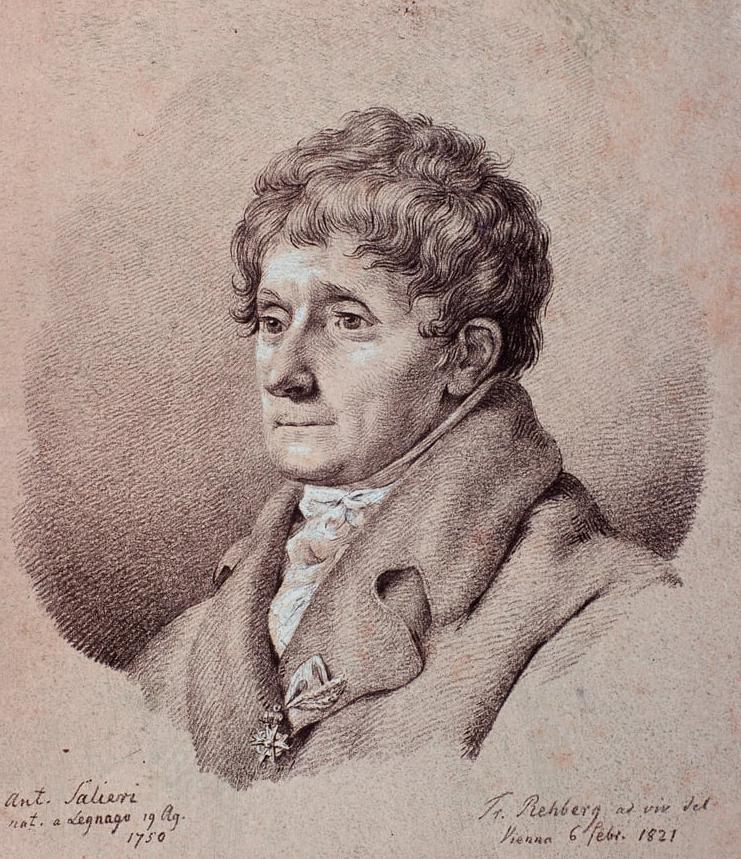
Антонио Сальери, портрет работы Ф. Реберга, 1821 год

Тем больше времени и сил он мог отдавать теперь педагогической и общественной деятельности. В течение нескольких десятилетий, с 1777 по 1819 год, Сальери был постоянным дирижёром, а с 1788 года и руководителем Венского музыкального общества (Tonkünstlersocietät), главной целью которого изначально было регулярное, 4 раза в год, проведение благотворительных концертов в пользу учреждённого обществом пенсионного фонда для вдов и сирот венских музыкантов. Это общество, основанное в 1771 году Ф. Л. Гассманом, сыграло исключительно важную роль в музыкальной жизни не только Вены, но и всей Европы, положив начало публичным концертам. Собирая немалые средства в пенсионный фонд, концерты общества, с участием симфонического оркестра, хоровой капеллы и солистов, одновременно знакомили публику с новыми сочинениями и не давали ей забыть старые шедевры: в концертах звучали произведения Г. Ф. Генделя, К. Диттерсдорфа, Й. Гайдна, Моцарта, Бетховена и многих других композиторов. Нередко они становились стартовой площадкой для молодых талантливых исполнителей. Из-за этого общества Сальери в декабре 1808 года даже поссорился с Бетховеном, назначившим свой авторский концерт («академию») на тот же день, в который должен был состояться концерт благотворительный, и пытавшимся переманить к себе лучших музыкантов из оркестра общества. Фонду вдов и сирот венских музыкантов Сальери завещал часть своего состояния.
С 1813 года он входил в комитет по организации Венской консерватории и возглавил её в 1817 году, тогда ещё под названием Певческой школы.
В зрелые годы действительный статский советник Антонио Сальери был осыпан почестями с самых разных сторон: он был членом Шведской Академии наук, почётным членом Миланской консерватории, Наполеон ввёл его во Французскую Академию (в качестве иностранного члена), а окончательно вернувшиеся в 1815 году Бурбоны наградили Орденом Почётного легиона.
Последние годы жизни композитора были омрачены сплетней о его причастности к смерти Моцарта. Как писал Альфред Эйнштейн, Вена «во всём, что касается клеветы и сплетен, и тогда и потом оставалась провинциальным городишком». В здравом уме и в твёрдой памяти Сальери решительно отвергал эту чудовищную клевету, видел в ней лишь «злобу, обычную злобу» и в октябре 1823 года просил своего ученика Игнаца Мошелеса опровергнуть её перед всем миром. Отто Дойч высказывал предположение, что именно эта сплетня в конце концов и спровоцировала у композитора нервный срыв. Позже, когда Сальери был помещён в клинику для душевнобольных, — как утверждала молва, после неудачной попытки самоубийства, — распространился слух, будто он сам сознался в отравлении Моцарта. Этот слух запечатлён в «разговорных тетрадях» Бетховена за 1823—1824 годы, что в дальнейшем многим противникам Сальери служило веским аргументом, хотя сам Бетховен, судя по репликам в тетрадях, любые сплетни о своём учителе отвергал. И в те годы, и позднее люди, не питавшие враждебных чувств к композитору, но принимавшие на веру слух, видели в его признании лишь подтверждение его тяжёлого психического состояния. Так, Ф. Рохлиц в некрологе писал: «…Его мысли становились всё более путаными; он всё более погружался в свои мрачные сны наяву… …Он обвинял себя в таких преступлениях, которые не пришли бы в голову и его врагам».

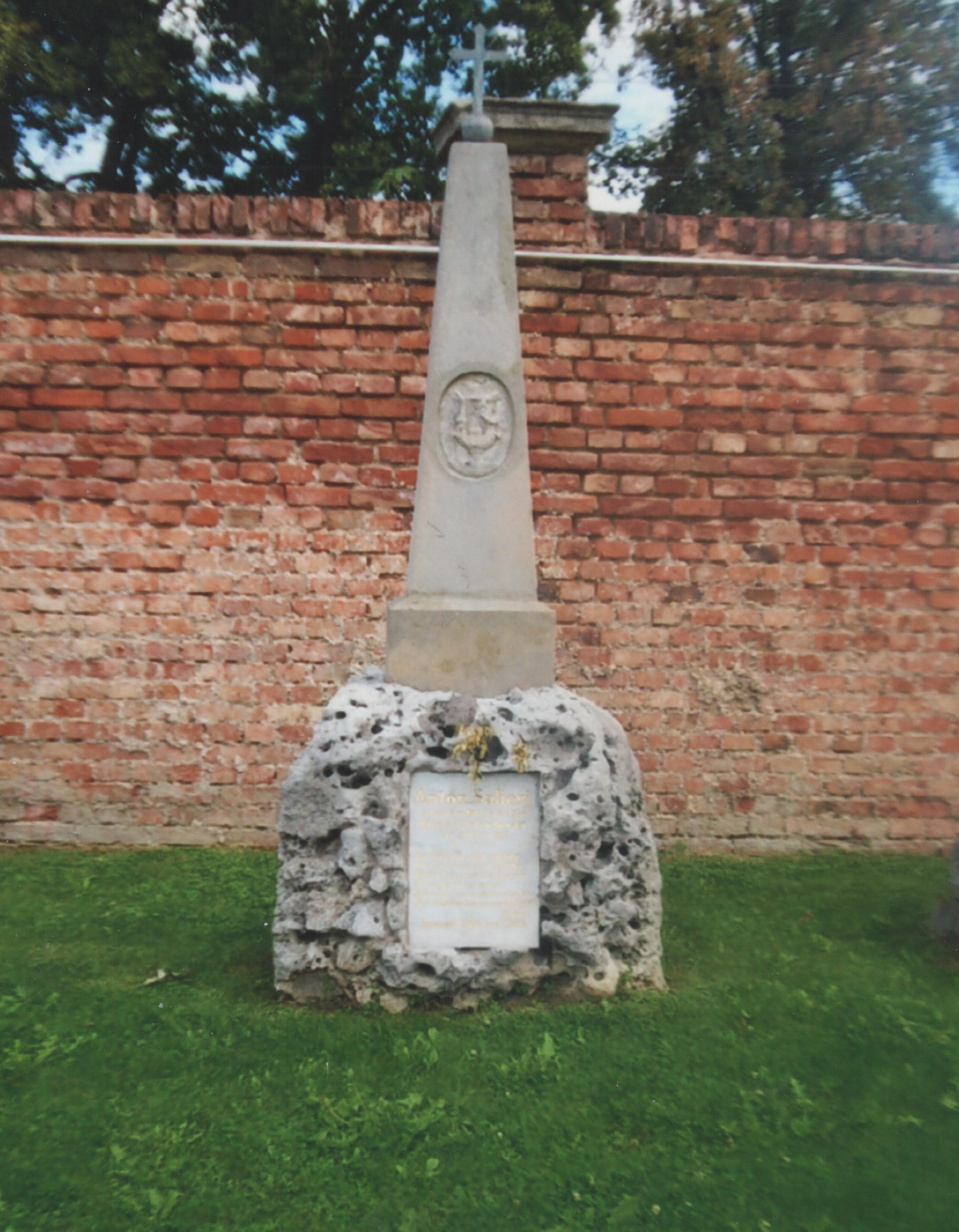
Могила Антонио Сальери на Центральном кладбище в Вене

Серьёзные исследователи, однако, обращают внимание на то, что сам факт исповеди Сальери никем и ничем не подтверждён и лица, якобы слышавшие его признание, так и не были установлены. Два санитара, приставленные к Сальери в клинике, Дж. Розенберг и А. Порше, сделали 25 июня 1824 года письменное заявление, в котором «перед ликом Бога и перед всем человечеством» честью клялись в том, что ничего подобного никогда от Сальери не слышали, а заодно и в том, что «из-за его слабого здоровья никому, даже членам его семьи, не разрешалось навещать его». Свидетельство санитаров подтвердил и лечивший Сальери доктор Рерих. Поскольку слух о признании Сальери просочился в печать, сначала в немецкую, а затем и во французскую, ещё в апреле 1824 года в берлинской музыкальной газете и во французской «Journal des Débats» было опубликовано опровержение, написанное близким к семье Моцарта композитором и музыкальным критиком Сигизмундом Нейкомом: «Многие газеты повторяли, что Сальери на смертном одре признался в ужасном преступлении, — в том, что он был виновником преждевременной смерти Моцарта, но ни одна из этих газет не указала источник этого ужасного обвинения, которое сделало бы ненавистной память человека, в течение 58 лет пользовавшегося всеобщим уважением жителей Вены. Долгом всякого человека является сказать то, что ему лично известно, поскольку речь идёт об опровержении клеветы, которою хотят заклеймить память выдающегося человека». В миланском журнале с опровержением выступил известный поэт и либреттист Джузеппе Карпани. По поводу смерти Моцарта тогда же, в 1824 году, главный врач Вены доктор Э. Гульднер фон Лобес свидетельствовал: «Он заболел ревматической и воспалительной лихорадкой поздней осенью. Эти заболевания были в то время широко распространены и поразили многих. […] Его смерть привлекла всеобщее внимание, но ни малейшего подозрения в отравлении никому и в голову не пришло. […] Болезнь приняла свой обычный оборот и имела свою обычную продолжительность. […] Подобное заболевание атаковало в то время большое количество жителей Вены и для многих из них имело столь же фатальный исход и при тех же симптомах, что и у Моцарта. Официальное обследование тела не выявило ровно ничего необычного».
Сальери умер 7 мая 1825 года и был похоронен 10 мая на Мацляйндорфском католическом кладбище в Вене. «За гробом, — писал Игнац фон Мозель, — шёл весь персонал императорской капеллы во главе с директором, графом Морицем фон Дитрихштейном, а также все присутствовавшие в Вене капельмейстеры и композиторы, толпа музыкантов и множество уважаемых любителей музыки». В 1874 году останки композитора были перезахоронены на Центральном кладбище Вены.
Один из многочисленных австрийских учеников Сальери, Йозеф Вайгль, написал на его могиле:
Упокойся с миром! Очищенному от праха
Пусть вечность воссияет тебе
Упокойся с миром! В вечной гармонии
Твой дух отныне раскрепощён.
Он выразил себя в волшебных звуках,
Теперь витает в вечной красоте.
Оригинальный текст (нем.)Ruh sanft! Vom Staub entblößt,
Wird Dir die Ewigkeit erblühen.
Ruh sanft! In ew’gen Harmonien
Ist nun Dein Geist gelöst.
Er sprach sich aus in zaubervollen Tönen,
Jetzt schwebt er hin zum unvergänglich Schönen.

### Частная жизнь
10 октября 1775 года Антонио Сальери сочетался браком с 19-летней дочерью венского отставного чиновника Терезией фон Хельферсторфер, которую и в поздние годы называл любовью своей жизни. Терезия родила Сальери семерых дочерей и одного сына. Три дочери умерли ещё в детстве, а сын Алоиз Энгельберт — в возрасте 23 лет в 1805 году. В 1807 году умерла Терезия.

## Музыкальное наследие
Музыка Сальери... явно выделяется на фоне обычных добротных композиций той эпохи своей неординарностью и поиском свежих решений. У Сальери органично соединились итальянская мелодичность, глюковский пафос, умение оперировать сценическими контрастами и присущее венским классикам владение формой, контрапунктом и оркестровкой. Его партитуры стоили того, чтобы их изучать...
Антонио Сальери написал более 40 опер, его «Данаиды», «Тарар» и «Аксур», «Пещера Трофония», «Фальстаф», «Сначала музыка, а потом слова» и в настоящее время ставятся на сцене и звучат в концертном исполнении. Опера «Признанная Европа», написанная им к открытию театра «Ла Скала», была вновь поставлена Риккардо Мути в 2004 году — к открытию миланского театра после длительного ремонта. Большим успехом пользуются альбомы арий из опер Сальери в исполнении примадонны итальянской оперы Чечилии Бартоли.
Самые ранние оперы Сальери, за исключением «Армиды», были выдержаны в классической итальянской традиции, в дальнейшем, как пишет Ф. Браунберенс, влияние Глюка превратило его из представителя «проитальянского» направления в венского композитора из числа последователей великого реформатора. И учитель признал ученика: композитор, вошедший в историю как реформатор оперы-сериа, в действительности представлял себе обновление музыкального театра как длительный процесс, в котором должны принять участие многие музыканты; он стремился «пробудить у композиторов потребность перемен», но в конце жизни Глюк не без горечи говорил, что «только иностранец Сальери» перенял от него его манеры, «ибо ни один немец их изучить не хотел». Умирающий Глюк передал Сальери сочинение «De profundis» для исполнения на его похоронах.
Музыковеды, уже давно пересматривающие роль Сальери в истории развития жанра, сходятся в том, что лучшими операми этого венского итальянца — как, впрочем, и у самого Глюка — оказались его французские оперы: «Данаиды» и «Тарар». Отчасти этому способствовали и особенности французской декламации: как говорил сам Сальери, в Вене он имел дело с «актёрствующими певцами», в Париже — с «поющими актёрами»; глюковская музыкальная драма требовала именно поющих актёров. Но прежде всего, как отмечал ещё в конце XIX века Макс Диц (включавший в число лучших опер Сальери и «Горациев»), атмосфера предреволюционной Франции позволила и учителю, и ученику реализовать максимум своих способностей — тот максимум, который в консервативной Вене, предпочитавшей традиционный итальянский стиль, не был востребован. Итальянские оперы Сальери, считал Диц, за исключением разве что «Армиды» и «Пещеры Трофония», остались в прошлом вместе со вкусами, которые они обслуживали; кто слышал только их, не имеет представления об истинном даре Сальери.
Современные музыковеды не столь категоричны в отношении итальянских опер. Отвергнутый эпохой романтизма, как и подавляющее большинство его современников (что, впрочем, не помешало П. И. Чайковскому в процессе работы над «Пиковой дамой» изучать его партитуры), Сальери, как и многие другие композиторы XVIII века, «вернулся», — интерес к его творчеству начал возрождаться ещё в середине XX века. Возвращению опер Сальери на театральные подмостки способствовало и первое полное издание его опер, осуществлённое в 1972 году. Однако прежде всего в «Данаидах» и «Тараре» Сальери предстаёт последователем, но не эпигоном Глюка; Эрнст Бюккен отмечал у него «наклонность к усилению реалистичности». В этих операх, пишет Л. Кириллина, наметилась тенденция, которая в дальнейшем оказалась чрезвычайно плодотворной: «она вела, с одной стороны, к созданию жанра „оперы спасения“ […] (А. Э. М. Гретри, Л. Керубини, А. Бертон, Г. Л. Спонтини; П. фон Винтер; Л. Бетховен), — а с другой стороны, к… жанру „большой оперы“, где яркие страсти героев обрисовывались на фоне многофигурной и многокрасочной фрески, изображавшей отдалённую историческую эпоху или экзотическую страну („Вильгельм Телль“ Дж. Россини; „Пуритане“ В. Беллини; „Гугеноты“, „Африканка“ и другие оперы Дж. Мейербера)».
Кроме опер, Сальери принадлежит около 100 арий для голоса и оркестра, в том числе написанных для чужих опер — Б. Галуппи, Дж. Паизиелло, Д. Чимарозы.

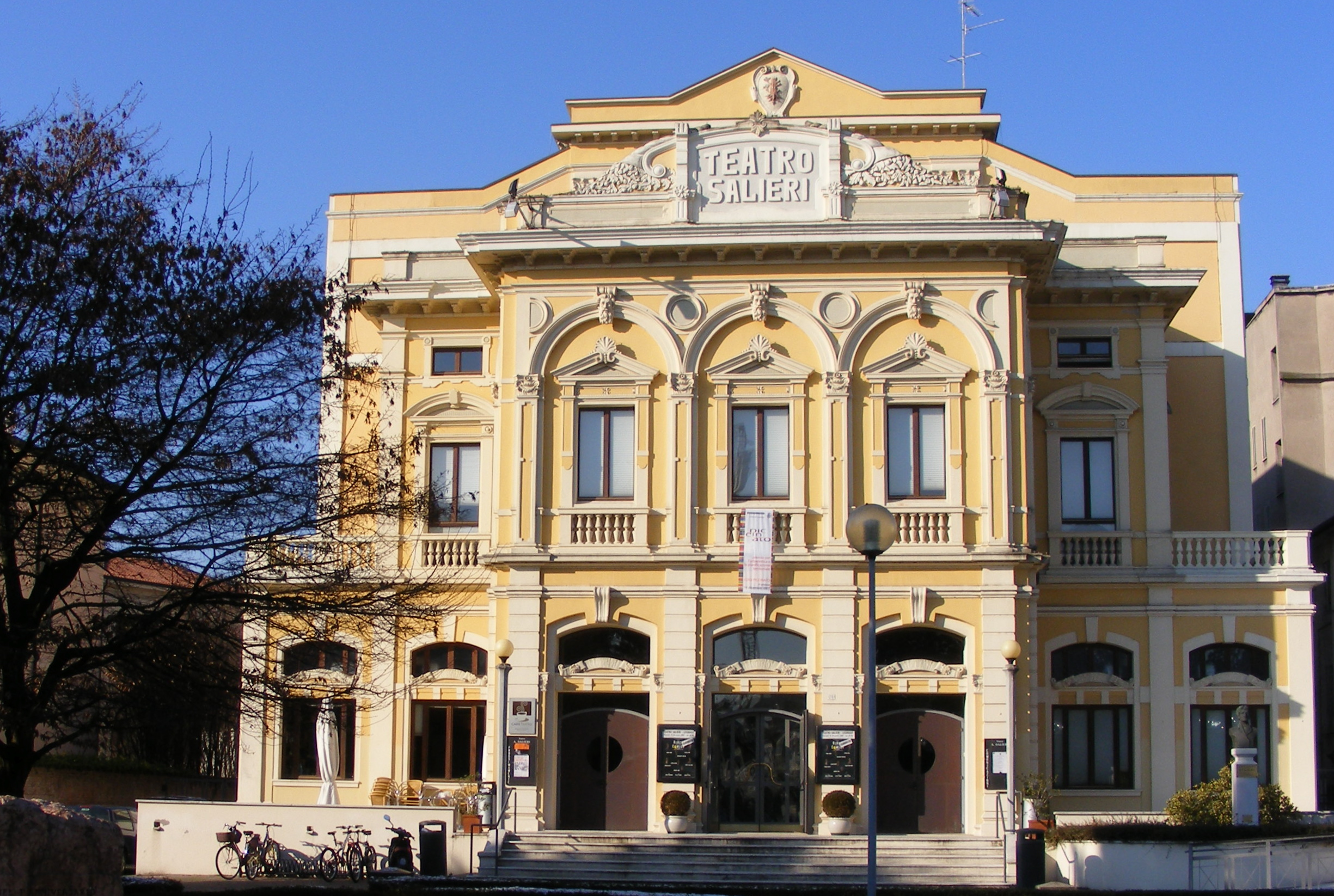
Театр Сальери в Леньяго, на родине композитора, где с давних пор ежегодно проводятся посвящённые ему фестивали

Хотя эти жанры всегда были для него второстепенными, Сальери принадлежит немало сочинений камерной и оркестровой музыки, написанных главным образом в тот период, когда он был придворным композитором камерной музыки, — в том числе 3 симфонии, Концертная симфония (1774), 5 концертов для различных солирующих инструментов, из которых наиболее известны фортепианные концерты До мажор (1773) и Си-бемоль мажор (1773), Концерт для флейты и гобоя с оркестром До мажор (1774) и Тройной концерт для скрипки, гобоя и виолончели Ре мажор (1770). Одно из самых известных сочинений Сальери в области инструментальной музыки — «26 вариаций на тему Испанской фолии» (итал. Variazioni sull’aria La Follia di Spagna), написанные, словно в тоске по барочной юности, в 1815 году. На эту музыку, часто исполняемую в концертах, Екатеринбургский театр оперы и балета в 2014 году поставил одноактный балет «Вариации Сальери».
Важное место в творчестве Сальери, особенно в последние десятилетия, занимала духовная музыка: им написаны 5 месс, из которых наиболее известна Месса ре-мажор (нем. Hofkapellmeistermesse, 1788), оратории, в том числе начатая Глюком по заказу из Парижа «Страшный Суд» (1788) и «Иисус в чистилище» (1803). Сальери принадлежат и многочисленные религиозные песнопения, гимны, в их числе 3 Te Deum, один из которых был написан в 1790 году к коронации Леопольда II, а также псалмы, и среди них 2 «De profundis», написанные в 1815 году, — в общей сложности около 100 духовных композиций. Ещё в 1804 году он сочинил для самого себя «Маленький реквием» до-минор, который и был впервые исполнен, согласно завещанию, на его похоронах — силами многочисленных учеников. Одно из лучших сочинений композитора в этом жанре — «Страсти Господа нашего Иисуса Христа» (итал. La Passione Di Nostro Signore Gesù Cristo), написанные на либретто Метастазио в 1776 году. Элементы оперной реформы Глюка Сальери применил и к духовной музыке; как отмечал австрийский музыковед Леопольд Кантнер, он «выработал совершенно новый церковно-музыкальный стиль, простой и мелодичный»; этот стиль, как считает Л. Кантнер, и был заимствован Моцартом в его Ave Verum, столь непохожем на другие сочинения Моцарта.

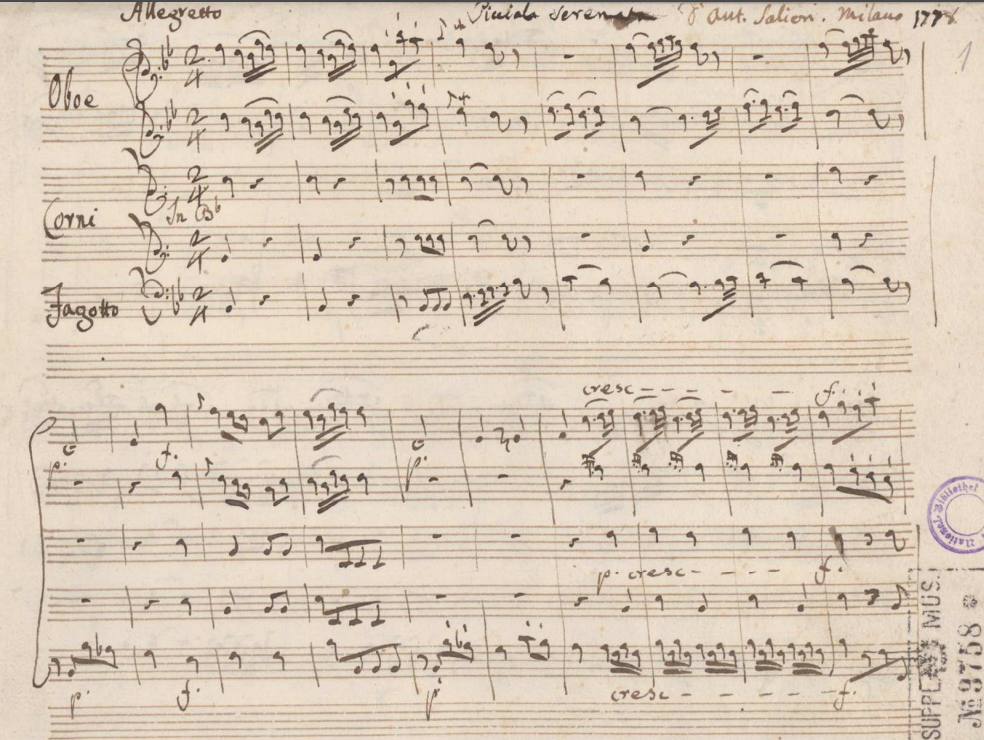
Начало «Маленькой серенады» (Picciola Serenata) си-бемоль мажор (1778), оригинальная рукопись Сальери

В России и не только в России известная легенда привела к тому, что на протяжении долгого времени Сальери-композитор (чьи сочинения к тому же были в основном неизвестны слушателям) неизменно сравнивался с Моцартом и подавался, соответственно, как второсортный Моцарт. Впрочем, и в СССР были энтузиасты, которые ещё в 70-е годы XX века защищали итальянского композитора в том числе и исполнением его музыки — в концертах и на радио. По мере того, как на театральные подмостки и в концертную практику возвращались всё новые и новые сочинения Сальери, приходило понимание того, что они так же мало нуждаются в сравнении с моцартовскими, как сочинения Глюка или Керубини: это было иное направление, оно исповедовало иные принципы, но именно это направление оказалось магистральным в развитии оперного искусства. Однако и Моцарт, как показывают исследования последних десятилетий, многому учился у Сальери.

## Педагогическая деятельность

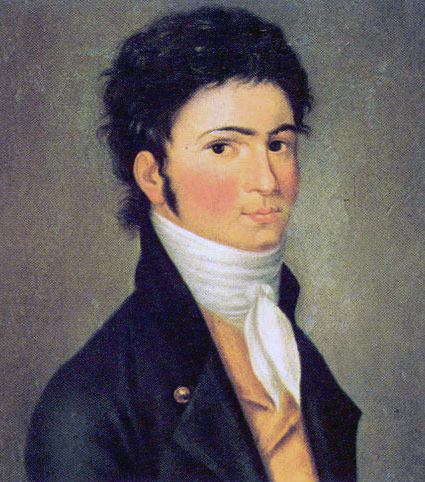
Людвиг ван Бетховен, портрет работы К. Т. Риделя

Антонио Сальери был выдающимся музыкальным педагогом, одним из лучших в Европе; преподавал вокальную композицию, пение — сольное и хоровое, чтение партитур, в чём не знал себе равных, и теорию музыки. Долгое время Сальери работал в паре с И. Г. Альбрехтсбергером, лучшим в Вене знатоком контрапункта; после его смерти в 1809 году и контрапункту учил сам. Он воспитал более 60 композиторов и вокалистов, при этом небогатым, но талантливым музыкантам давал уроки бесплатно, как бы возвращая долг своему благодетелю Гассману.
Юный Бетховен поклонялся Моцарту и Й. Гайдну, но первый не был педагогом по призванию, у второго он некоторое время учился, однако быстро разочаровался. Настоящего учителя Бетховен нашёл в Сальери, которому посвятил три скрипичные Сонаты, оп. 12, опубликованные в Вене в 1799 году. Новый наставник, к которому Бетховен пришёл учиться итальянской вокальной технике, не только передал ему свои знания, но и обратил в свою веру, привлёк внимание к тому направлению, которое развивалось параллельно «венской классике»: от Глюка — к его итальянскому последователю Луиджи Керубини и к самому Сальери. Бетховен и в зрелые годы высоко ценил как Глюка, так и Керубини; последнего в 1818 году назвал величайшим из современных композиторов. Отношения учителя и ученика продолжались и после собственно обучения, — так, в 1806 году Сальери помогал уже зрелому и знаменитому, но не искушённому в оперном жанре Бетховену дорабатывать «Фиделио»; в области вокального письма Сальери консультировал Бетховена, по-видимому, вплоть до 1809 года, — во всяком случае, Игнац Мошелес, с 1808 года обучавшийся у Сальери композиции, впоследствии вспоминал, что видел в доме наставника «лист бумаги, на котором огромными бетховенскими буквами было написано „Ученик Бетховен был здесь!“».
Учеником Сальери был и Франц Шуберт, чей талант опытный педагог разглядел, когда тот ещё мальчиком пел в Придворной капелле, и взял его к себе на бесплатное обучение. В 1816 году, когда в Вене широко отмечалось 50-летие пребывания Сальери в австрийской столице, Шуберт посвятил учителю небольшую кантату на собственный текст:
Лучший, добрейший!

Славный, мудрейший!

Пока во мне есть чувство,

Пока люблю искусство,

Тебе с любовью принесу

И вдохновенье, и слезу.

Подобен богу ты во всём,

Велик и сердцем, и умом.

Ты в ангелы мне дан судьбой.

Тревожу бога я мольбой,

Чтоб жил на свете сотни лет

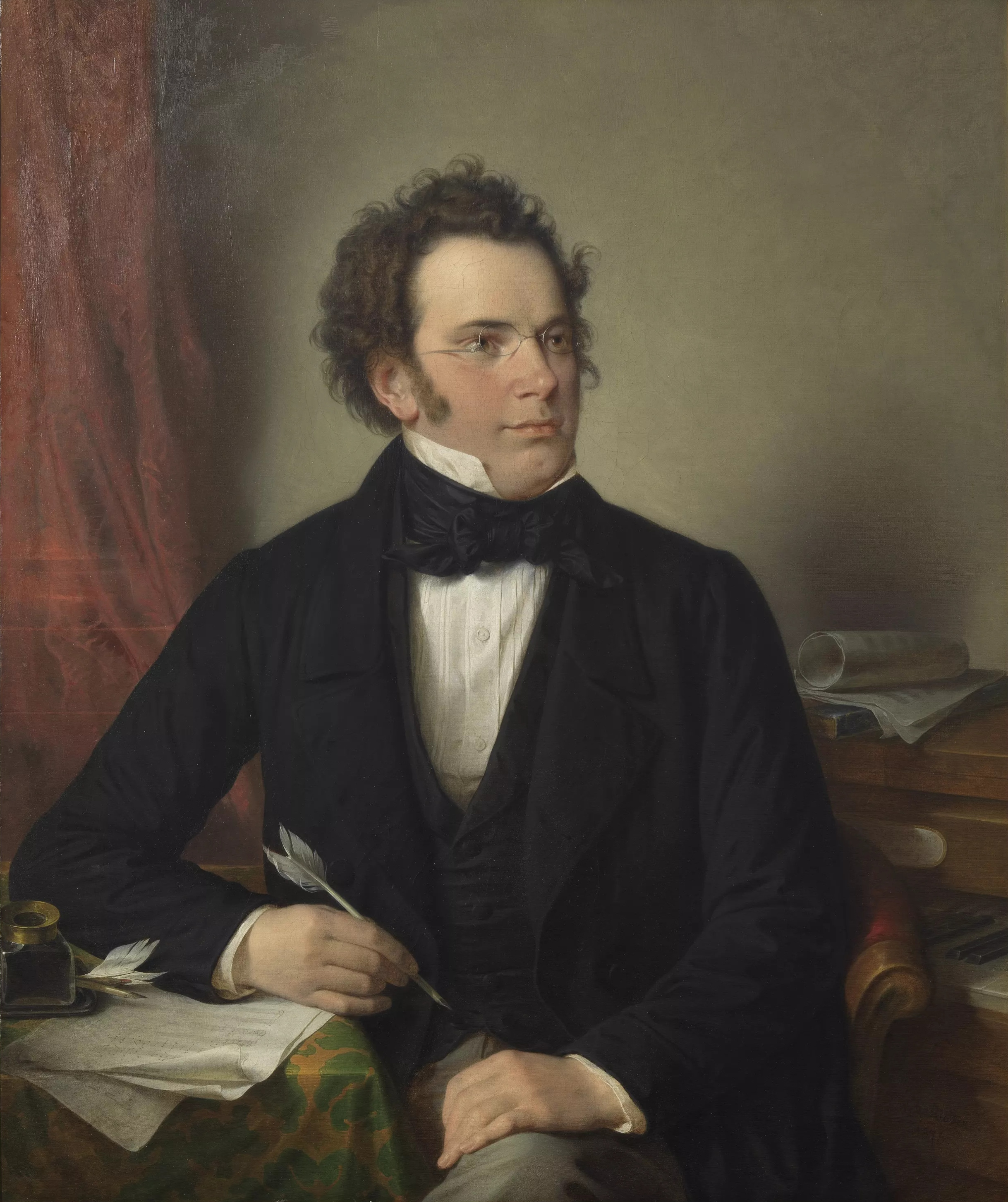
Франц Шуберт, портрет работы В. А. Ридера

На радость всем наш общий дед!
Любимец Сальери, Шуберт посвятил учителю Десять вариаций для фортепиано, цикл песен на слова И. В. Гёте и три струнных квартета. В своём дневнике он охарактеризовал Сальери как «художника, который, руководимый Глюком, познал природу и сохранил естественность, несмотря на противоестественное окружение нашего времени».
Учениками Сальери были композиторы нескольких поколений: Ференц Лист, обучавшийся, как и Шуберт, бесплатно, Джакомо Мейербер, Ян Непомук Гуммель, популярные в то время оперные композиторы Йозеф Вайгль, Петер фон Винтер, Карл Блум, Игнац Умлауф и особенно высоко ценимый Гайдном и Моцартом Йозеф Эйблер; Игнац Мошелес и Игнац Мозель, ставший и первым биографом своего учителя. Учениками Сальери были и учившиеся прежде у Бетховена Карл Черни и Фердинанд Рис; будущий учитель Антона Брукнера Симон Зехтер и многие-многие другие. Ему Констанция Моцарт отдала на обучение своего сына Франца Ксавера Вольфганга. Искусству пения у Сальери учились многие выдающиеся вокалисты того времени, в том числе Катарина Кавальери, первая Констанца в «Похищении из сераля» Моцарта, Анна Мильдер-Хауптман, первая Леонора в бетховенском «Фиделио», и Каролина Унгер, ставшая первой исполнительницей альтовой партии в Девятой симфонии Бетховена. Его ученицами были и две дочери Гассмана, ставшие певицами, — заботу о них Сальери взял на себя после смерти учителя.

## Отношения с Моцартом
Восемнадцатого августа 1750 года в Италии родились одновременно два персонажа: один из реальной истории музыки, а другой — из маленькой трагедии Александра Пушкина. По роковому стечению обстоятельств они до сих пор носят одно и то же имя: Антонио Сальери.
Давняя сплетня, отравившая последние годы жизни композитора, и поныне нередко связывает имя Сальери с именем Моцарта как предполагаемого его убийцы. В России эта сплетня получила статус легенды благодаря маленькой трагедии А. С. Пушкина «Моцарт и Сальери» (1831), положенной на музыку Н. А. Римским-Корсаковым (1898): имя Сальери стало нарицательным для обозначения завистливой и коварной посредственности, он сам, как писал Б. Штейнпресс, превратился с лёгкой руки Пушкина в музыканта, о котором ничего не знают, но очень много говорят.
Версия Пушкина в России опровергалась постоянно, с момента публикации его маленькой трагедии, — в 30-х годах XIX века спорили даже не о том, отравил ли Сальери Моцарта, а о том, имел ли право Пушкин клеветать на Сальери, действительно ли искусство, как говорил П. В. Анненков, «имеет другую мораль, чем общество». Известный музыкальный критик А. Д. Улыбышев в изданной им в 1843 году «Новой биографии Моцарта» писал: «Если уж так нужно верить слухам, которые ещё находят отголоски, то один из них отметился жутким действием — Сальери отравил Моцарта. К счастью для памяти итальянца, эта сказка лишена как оснований, так и правдоподобности, она так же абсурдна, как и ужасна». Тем не менее «маленькая трагедия» Пушкина в разное время вдохновляла и некоторых других литераторов, в том числе, предположительно, Питера Шеффера, автора пьесы «Амадей» (1979), по которой Милош Форман снял одноимённый фильм.
Между тем на родине композитора даже не подозревали о существовании этой легенды, пока в Италию на гастроли не приехал английский театр с пьесой Шеффера. Именно эта пьеса, вызвавшая негодование в Италии, побудила Миланскую консерваторию инициировать процесс над композитором — по обвинению в убийстве Моцарта. В мае 1997 года суд, заседавший в главном зале миланского Дворца юстиции, заслушав свидетелей обвинения и защиты (исследователей жизни и творчества Моцарта и Сальери, а также врачей), оправдал композитора «за отсутствием состава преступления».
В пьесе Шеффера Сальери не травит Моцарта ядом, но сводит его в могилу интригами и кознями, — в Австрии и Германии эта версия получила более широкое распространение. Отголоски этих слухов можно найти и в большой статье о Сальери в энциклопедии «Всеобщая немецкая биография» (нем. Allgemeine Deutsche Biographie), изданной в 1890 году: «На Сальери долгое время висело тяжёлое обвинение, безобразное подозрение, будто он всевозможными интригами мешал продвижению Моцарта как оперного композитора, был, так сказать, демоном, преждевременно сведшим в могилу этого немецкого гения. Не останавливались и перед тем, чтоб приписать такому любезному, великодушному и скромному человеку мысль об убийстве, договаривались даже до нелепого утверждения, будто он из зависти — отравил Моцарта».
Если австрийский музыковед Макс Диц называл «все эти серьёзные обвинения» недоказанными, то его русский коллега, Е. Браудо, и 40 лет спустя писал как о чём-то само собой разумеющемся: «Сальери — учитель Бетховена — заслужил ещё печальную известность своими некрасивыми интригами против Моцарта, которые послужили поводом к легенде о том, что он отравил творца „Дон-Жуана“». Исследователи между тем давно оспаривают и эти обвинения, поскольку у всех «интриг» и «козней» один документальный источник — письма Моцарта и его отца. Так, Дж. Райс в своей книге «Антонио Сальери и венская опера», подробно разбирая жалобы Моцарта — не только на Сальери (в то время капельмейстера итальянской оперной труппы), но и на всех венских итальянцев, — находит их по большей части необоснованными; к тому же обвинения соперников в интригах были в те годы в опере самым обычным делом (Иосиф II, напротив, опасался, что жертвой интриг может стать сам капельмейстер). Не обладая дипломатическим даром Сальери, Моцарт, с его взрывным темпераментом, порою сам давал членам итальянской труппы повод подозревать его в «немецких» интригах. Вообще же, писал Диц, чтобы превзойти Моцарта в восприятии тогдашней публики, не нужно было ни больших усилий, ни изощрённого интриганства.
Как бы то ни было, в последние годы Моцарт и Сальери не походили на врагов. Известно, что Сальери во второй половине 80-х годов дирижировал несколькими произведениями Моцарта, он же в 1791 году стал первым исполнителем Симфонии № 40, а после своего назначения придворным капельмейстером в 1788 году прежде всего вернул в репертуар оперу Моцарта «Свадьба Фигаро», которую считал лучшей его оперой. В свою очередь, Моцарт пригласил Сальери (вместе с его ученицей К. Кавальери) на представление «Волшебной флейты» и 14 октября 1791 года писал жене: «Ты не можешь себе представить, как оба были любезны,— как сильно им понравилась не только моя музыка, но либретто и всё вместе. — Они оба говорили: Опера достойна исполняться во время величайших торжеств перед величайшими монархами, — и, конечно, они очень часто смотрели бы её, ибо они ещё никогда не видели другого более прекрасного и приятного спектакля. — Он слушал и смотрел со всей внимательностью, и от симфонии до последнего хора не было ни одной пьесы, которая не вызвала бы у него [восклицания] bravo или bello (мило)».

### К вопросу о зависти
Поскольку все обвинения против Сальери предполагают один и тот же мотив — зависть, исследователи задаются вопросом: мог ли в самом деле Сальери завидовать Моцарту? Если вынести за скобки мифическое предвидение посмертной славы соперника, найти поводы для зависти оказывается сложно: прижизненную славу Моцарта сильно преувеличили его ранние биографы, — в своём жанре, в опере, Сальери именно в эти годы был несоизмеримо более успешным композитором (при том, что Моцарту, как писал немецкий музыковед Альфред Эйнштейн, ещё с юности внушили, что именно опера — вершина всех искусств). Прохладный приём моцартовского «Дон Жуана» Макс Дитц объяснял «избалованностью Вены мелодиями […] Мартина и Сальери». Едва ли не с момента своего прибытия в Вену Сальери пользовался неизменной благосклонностью и покровительством императора, с 1788 года занимал пост, о котором любой венский музыкант мог только мечтать: ремесло сочинителя музыки считалось в Вене не самым почтенным — императрица Мария Терезия называла композиторов «бесполезными людьми», — в то время как должность придворного капельмейстера, помимо высокого жалования и постоянных заказов, обеспечивала определённое положение в обществе. Композиторы того времени, утверждал австрийский музыковед Л. Кантнер, боролись в первую очередь за своё положение. Моцартовед Рудольф Ангермюллер считал, что их социальное положение, как и положение в музыкальном мире, было слишком неравным: не только зависть Сальери к Моцарту, но даже простое соперничество между ними маловероятно.
У Моцарта между тем были причины завидовать Сальери: знал он или не знал о своём «бессмертном гении», но думал о преходящем — на протяжении многих лет безуспешно искал должности при разных европейских дворах, в письмах к отцу из Вены постоянно жаловался на невнимание императора; хотя Дж. Райс утверждает, что у прекрасно музыкально образованного Иосифа II Моцарт пользовался бо́льшим покровительством, чем любой другой музыкант — кроме Сальери. В 1790 году, после смерти Иосифа и восшествия на престол Леопольда II, Моцарт пытался улучшить своё положение; сыну императора, эрцгерцогу Францу, он писал: «Жажда славы, любовь к деятельности и уверенность в своих познаниях заставляют меня осмелиться просить о месте второго капельмейстера, особенно потому, что весьма умелый капельмейстер Сальери никогда не занимался церковным стилем, я же с самой юности в совершенстве освоил этот стиль». Но даже заместителем Сальери Моцарт так и не стал (эту должность с 1789 года занимал Игнац Умлауф); при Леопольде его положение только ухудшилось. Не везло Моцарту и на педагогическом поприще: за год до смерти у него оставалось только два ученика — и пришлось просить друга Пухберга оповестить всех, кого можно, о том, что Моцарт набирает учеников.
«Биографы Моцарта, — писал в начале XX века немецкий музыковед Герман Аберт, — много грешили против этого итальянца, под влиянием чувства ложного национального патриотизма выставляя его как злобного интригана и ни на что не способного музыканта». Венский двор с давних пор привечал итальянских музыкантов, пост придворного капельмейстера, как правило (за несколькими исключениями), занимали итальянцы, и предшественником Сальери на протяжении 14 лет был Джузеппе Бонно. На оперной сцене — и не только в Вене — итальянские композиторы, как и итальянские певцы, диктовали моду и формировали вкус. На «засилие» итальянцев, непременно «мошенников», постоянно жаловался Леопольд Моцарт, и для него, как и для многих его коллег, было не важно, что Сальери с 16 лет жил в Вене, учился у Гассмана и Глюка и был гораздо больше австрийским композитором, нежели итальянским. Тот же самый Г. Сиверс из берлинского «Музыкального еженедельника» (нем. Musikalische Wochenblatt), который в декабре 1791 года запустил в прессу сплетню о возможном убийстве Моцарта (в то время как врачи настаивали на ненасильственном характере его смерти), 28 лет спустя неожиданно уточнил, что Моцарт, по слухам, стал жертвой неких «итальянцев», — национальность при этом оказалась важнее конкретных имён. Как полагает музыкальный критик П. Бускароли, в слухах о причастности Сальери к смерти Моцарта в символическом виде отразились «месть и реванш, который в конце концов взяли немецкие музыканты над итальянцами, что держали их в подчинении в течение двух столетий».